# Pietro Mereu
Pietro Mereu (Lanusei, 3 luglio 1972) è un regista e autore televisivo italiano.

## Biografia
Dopo aver lavorato nell'azienda di famiglia in Sardegna, si trasferisce a Milano nel 1999, dove si diploma in sceneggiatura alla Civica Scuola di Cinema nel 2003. 
Dal 2004 al 2006 lavora a fianco di Piero Chiambretti come autore nel programma Markette.
Nel 2007 si trasferisce a Roma, dove lavora all'interno delle pubbliche relazioni dell'emittente televisiva T9.
Dopo essere ritornato in Sardegna nel 2010, realizza il documentario Disoccupato in affitto, poi distribuito al cinema nel 2012, ottenendo un buon successo sia di critica che di pubblico.
Ritornato nuovamente a Milano nel 2014, fonda nel 2015 la casa di produzione ILEX Productions, per cui realizza nel 2017 Il club dei centenari, documentario dedicato ai centenari dell'Ogliastra. Lo stesso anno, realizza I manager di Dio, documentario a puntate sulla regola benedettina applicata ai moderni metodi di gestione aziendale.
Nel 2018 realizza Il clan dei ricciai, un documentario incentrato sulle storie di alcuni ex-carcerati cagliaritani e della loro vita come pescatori di ricci di mare. Il film vince il premio UCCA al Biografilm Festival nel 2018 e viene presentato in concorso ai David di Donatello lo stesso anno.
Nel novembre 2020, dopo essere tornato a vivere in Sardegna in seguito alla pandemia di COVID-19, inizia a girare il documentario Sonaggios, coadiuvato da Samir Ljuma, già direttore della fotografia del documentario Honeyland vincitore di quattro premi al Sundance Film Festival e nominato a due premi oscar nel 2019.
Nel 2021,  ha organizzato a Milano un evento intitolato "Ogliastra, isola della longevità", costruito partendo dal suo documentario "Il club dei centenari". L'evento è stato seguito da un talk presentato da Angela Rafanelli con la partecipazione di Gianni Pes, inventore della Zona Blu, Giovanni Scapagnini, esperto di Nutricetica, Raffaele Sestu, Filippo Mattu, Anadela Serra Visconti e Marcello Romeo, specialista del microbiota.
Successivamente, nel mese di agosto 2022, ha organizzato la prima edizione del Longevity Fest, che ha visto la partecipazione di ospiti come Gianni Pes, Giovanni Scapagnini e Raffaele Sestu. Il festival, ideato da Mereu, è  il primo festival sulla longevità al mondo.
Nel settembre 2022,  ha invitato Oliviero Toscani a fotografare i centenari dell'Ogliastra e contemporaneamente ha girato un documentario.
Nel mese di novembre 2022, ha girato e  prodotto un cortometraggio di finzione dal titolo "L'ultimo centenario" nel territorio di Baunei", in collaborazione con la Fondazione Sardegna Film Commission.
Nel gennaio 2023, ha iniziato le riprese  di "Retzetas Antigas", un format in lingua sarda scritto e condotto dallo stesso Mereu, prodotto, da Rai 3 Sardegna e Terra de Punt che racconta le antiche ricette della Sardegna. La prima puntata del programma è stata trasmessa il 19 febbraio su Rai 3 Sardegna. 

## Filmografia

### Televisione
- Markette, autore (2004 - 2006)
- Modeland, autore (2007)
- Storie di confine - puntata La Grecia è qui, autore e inviato (2012)
- Enzo Missione spose, autore (2014)
- Senza regole, autore (2015)
- Anime in ballo, autore (2016)
- An artisanal journey with Norma Vally, autore (TBA)
- Retztetas Antigas, autore, conduttore (2023)

### Documentari
- Disoccupato in affitto (2010)
- Giù le mani dall'Ogliastra (2016)
- Noi non molliamo: facce e storie dell'alluvione (2016)
- Il club dei centenari (2017)
- I manager di Dio (2017)
- Il clan dei ricciai (2018)
- Arzachentos ( 2024)
- Sonaggios (2025)

## Vita privata
Ha due fratelli e una sorella. Michele è giornalista, Barbara consulente e Marcello è un car detailer e conduttore del programma Cortesie per l'auto in onda dal 2020 su Motor Trend.